# ناناسه هوشی
ناناسه هوشی (انگلیسی: Nanase Hoshii؛ زادهٔ ۱۴ نوامبر ۱۹۸۸) خواننده، و بازیگر اهل ژاپن است.